# Foto-elektrochemie
De foto-elektrochemie is een subdiscipline van de scheikunde, dat zich begeeft op het grensvlak tussen fotochemie en elektrochemie.
De foto-elektrochemie bestudeert de chemische processen die plaatsvinden aan een elektrode als deze blootgesteld wordt aan licht. In het algemeen gebruikt men daar halfgeleidende elektroden voor.

## Werking
Wanneer een halfgeleidende elektrode in een vloeistof (meestal een waterig oplossing van elektrolyten) gedompeld wordt is in het algemeen de Fermi-energie in de halfgeleider niet gelijk aan de redoxpotentiaal. Er ontstaat dan een uitwisseling van lading totdat deze twee niveaus in evenwicht gekomen zijn.
Daarbij ontstaat in de buitenste laag van de halfgeleider een ruimtelading, waardoor de energie van de elektronenbanden een buiging ondergaat. Deze gebogen bandstructuur is er de oorzaak van dat fotonen van een geschikte kleur geabsorbeerd kunnen worden zonder dat het ontstane elektron-gat-paar zich onmiddellijk weer verenigt en vervalt onder vrijkomen van warmte. In plaats daarvan raken het elektron en het gat van elkaar gescheiden.
Een van beide, het gat of het elektron wordt het binnenste van de elektrode ingezogen, de andere komt juist aan het oppervlak. Welke naar het oppervlak vervoerd wordt hangt af van het dopingstype van de halfgeleider. Het is altijd de minderheidsladingsdrager die naar het oppervlak komt. Bij n-type is dat dus het gat, bij een p-type het elektron.
Eenmaal aan het oppervlak gekomen kan de minderheidsladingsdragen via een chemisch proces met de elektrolyten of het oplosmiddel reageren. Een p-type elektrode kan zich zo als een sterk reductiemiddel gedragen en een n-type als een sterke oxidator. In de onderstaande afbeelding zijn beide mogelijkheden in tandem weergegeven, maar een 'natte cel' met maar één foto-elektrode is ook mogelijk. De tegenelektrode is dan niet van een halfgeleidend materiaal, maar van metaal.

## Het nadeel: fotocorrosie
Er is echter ook een neiging om de elektrodes zelf aan te tasten. In dat geval spreekt men van fotocorrosie en houdt het foto-elektrochemische proces vaak na zeer korte tijd op omdat de elektrode niet langer een elektrode is. Vooral bij halfgeleiders met een nauwere bandgap -die een groter deel van het zonlicht benutten- is dat vaak een belangrijk probleem. De vraag of er corrosie optreedt is vaak sterk afhankelijk van de combinatie elektrodemateriaal - elektrolyt. Sommige elektrolyten beschermen het elektrode oppervlak tegen corrosie, andere weer niet. Er zijn zelfs elektrolyten die het oppervlak repareren en de werking van de cel verbeteren.

## Het voordeel: opslag van energie
Het grote voordeel van de 'natte' foto-elektrochemische cel boven de meer gebruikelijke 'droge' fotovoltaïsche cel is dat het zonlicht niet in elektrische energie wordt omgezet maar in chemische energie. De vrijgekomen brandstof kan veel gemakkelijker opgeslagen worden, waardoor het af-en-aan karakter van de zonne-energie niet langer een probleem is. Een van de belangrijkste doelstellingen van de foto-elektrochemie is daarom om een cel te ontwikkelen die in staat is om water in zijn elementen te ontleden. De vrijgekomen waterstof is een uitstekende en schone brandstof.

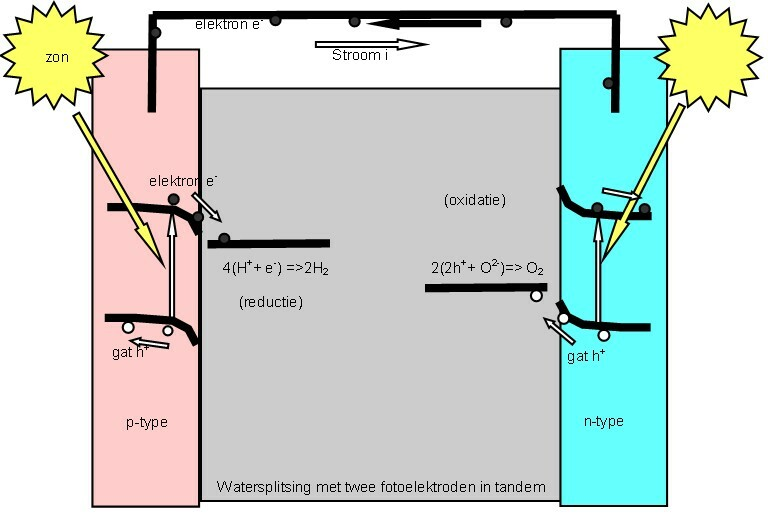
Natte Fotocel

Voor watersplitsing is een fotopotentiaal van ten minste 1.23 eV nodig. Er zijn oxidische halfgeleiders die dat met gemak leveren en toch stabiel zijn; goede voorbeelden zijn BiVO4 en TiO2. Een dergelijke elektrode absorbeert alleen het ultraviolette deel van het zonnespectrum en dat is maar een fractie van de beschikbare zonne-energie. Materialen met een kleinere verboden zone absorberen veel meer, maar zijn dan vaak weer niet stabiel.

## Foto-elektrochemie als meetmethode
Het is ook mogelijk om foto-elektrochemie te gebruiken om het halfgeleider materiaal te karakteriseren. Men kan bijvoorbeeld de foto-stroom meten terwijl men de elektrode blootstelt aan licht van slechts één golflengte door gebruik te maken van een monochromator.
Meestal wordt dat differentieel gedaan door de lichtbundel in een bepaald tempo te onderbreken en verschil tussen de stroom mét en zonder licht te meten.
Op die manier kan men een spectrum opnemen dat weergeeft welke golflengten tot the foto-elektroschemische proces bijdragen en welke niet. In de regel weerspiegelt dit fotoactiespectrum de bandstructuur van de halfgeleider. Het is mogelijk zo een badgap van een onbekend materiaal te meten en te zien of het een direct of een indirecte overgang betreft. Dit soort spectrosopie is dus een aanvulling op optische-absorptiespectroscopie of diffuse-reflectiespectroscopie.
Men moet echter wel rekening houden met het feit dat halfgeleiders ook een lichtgevoelige weerstand kunnen vertonen. De gemeten stroom kan ook daardoor beïnvloed worden.